# Симоненко Віктор Дмитрович
Віктор Дмитрович Симоненко (23 лютого 1937 — 27 березня 2006) — радянський український педагог, доктор педагогічних наук, доктор економічних наук, професор, член-кореспондент Російської академії освіти, заслужений діяч науки Російської Федерації.
Здійснив значний внесок у розробку проблем профорієнтації, трудової та економічної освіти школярів та підготовку вчителів праці, технології й підприємництва.
Під його керівництвом захищено 100 докторських та кандидатських дисертацій. Діяльність ученого вплинула на розвиток напрямів технологічної освіти в Радянському Союзі та країнах СНД.

## Життєпис
Народився 23 лютого 1937 року в місті Кондопога Карело-Фінської АСРР (нині — місто Кандапозького району Республіки Карелія РФ). Під час Другої світової війни проживав у с. Семигори Богуславського району на Київщині. Після закінчення в 1952 році Семигорської семирічної школи з відзнакою навчався у Таращанському технікумі механізації сільського господарства (нині — Таращанський технічний та економіко-правовий фаховий коледж). З 1956 по 1959 рік працював майстром виробничого навчання Путивльського ремісничого училища із механізації сільського господарства № 6 на Сумщині. У 1959—1965 рр. навчався за спеціальністю «Технологія машинобудування, металоріжучі станки та інструменти» в Українському заочному політехнічному інституті (нині — Українська інженерно-педагогічна академія в місті Харкові). Паралельно працював в училищі, яке з Путивля було переведене до с. Ворожба на Лебединщині (нині Сумського району). Спочатку два роки обіймав посаду викладача спецдисциплін, потім, у 1961—1963 рр. — заступника директора із культурно-виховної роботи, в 1963—1966 рр. — заступника директора з навчальною частині. В 1966 році 29-річного Віктора Симоненка було призначено директором Ворожбянського сільськогосподарського профтехучилища № 6 (нині — Професійно-технічне училище № 36). З 1969 по 1970 рік обіймав посаду директора Глухівського технікуму гідромеліорації та електрифікації сільського господарства ім. С. А. Ковпака (нині — ВСП Глухівський агротехнічний фаховий коледж Сумського національного аграрного університету). За його керівництва заклади освіти були постійними учасниками ВДНГ СРСР, ВДНГ України.
В 1970 році Віктора Симоненка призначили на посаду третього секретаря Глухівського райкому Комуністичної партії України. Наступного року він вступив до Заочної вищої партійної школи при ЦК КПРС (нині — Російський державний соціальний університет) у Москві. В 1972 році його підвищили до рівня другого секретаря Глухівського райкому Комуністичної партії України. Цього ж року він вступив до заочної аспірантури Всесоюзного науково-дослідного інституту цукрового буряка (нині — Інститут біоенергетичних культур і цукрових буряків) й працював над дисертацією: «Шляхи підвищення продуктивності праці при вирощуванні цукрових буряків». Наступного року після закінчення навчання (1974) обійняв посаду голови виконкому Глухівського районної ради депутатів. 30 серпня 1976 року Віктор Симоненко з посади голови райвиконкому перейшов до Глухівського державного педагогічного інституту ім. С. М. Сергеєва-Ценського, де обійняв посаду старшого викладача кафедри трудового навчання й креслення. Через тиждень 8 вересня цього ж року обраний на посаду декана факультету загальнотехнічних дисциплін.
З початку трудової діяльності Віктор Симоненко активно займався розробленням нової техніки та технологій. Беручи участь у збиранні врожаю в Казахстані, вніс раціоналізаторську пропозицію щодо вдосконалення жниварки комбайну «Сталінець-6». Це дозволило скоротити втрати зерна до двох центнерів з гектара, за що був нагороджений найвищою нагородою комсомолу Почесним знаком «Золотий колос». Потім дослідник розробив комплекс машин для стрічкової посадки картоплі. А в 1972 році за його технологією вперше в СРСР здійснено збирання цукрових буряків без витрат ручної праці на площі 13 тисяч гектар, за що Віктора Симоненка було нагороджено Орденом Трудового Червоного Прапора.
Вчений був автором двох винаходів, у тому числі співавтором верстата-автомата для оброблення задирок та зміцнення поверхневого шару шестерень та литих зірочок, що дозволило підвищити продуктивність праці на цих операціях у 10 разів. Багато сил та часу молодий інженер присвятив розробленню оригінальних приладів із професійної психодіагностики.
З 1965 року почав активно займатися науково-дослідною роботою, розробляючи проблеми якості навчання учнів профтехучилищ. В опублікованих роботах розглядаються методологічні питання трудової підготовки учнів профтехучилищ. У 1970-х роках Віктором Симоненком підготовлено та надруковано у видавництві «Вища школа» навчально-методичні посібники «Методика навчання водінню тракторів»; «Водіння тракторів та комбайнів», «Методика навчання учнів роботі на машинно-тракторних агрегатах». Ці наукові праці перекладені мовами інших держав (українська, литовська, киргизька).
З 1976 по 1987 рік працював на посаді завідувача кафедри методики трудового навчання та креслення, деканом факультету загальнотехнічних дисциплін, а потім проректором з навчальної роботи Глухівського державного педагогічного інституту імені С. М. Сергєєва-Ценського. Упродовж творчої діяльності Віктор Симоненко приділяв увагу дослідженню проблем профорієнтації. У 1980-ті роки під його авторством побачили ряд значних наукових праць з профорієнтації: підручник для закладів вищої педагогічної освіти, монографія тощо. Професійну орієнтацію школярів він розглядав як одну з найважливіших складових трудової підготовки учнів, їх політехнічної освіти.
19 квітня 1978 року в раді Українського науково-дослідного інституту економіки та організації сільського господарства захистив дисертацію на здобуття наукового ступеня кандидата економічних наук. 30 серпня 1979 року був призначений завідувачем кафедри трудового навчання і креслення. 3 вересня 1979 року був обраний на посаду декана факультету підготовки вчителів загальнотехнічних дисциплін Глухівського державного педагогічного інституту імені С. М. Сергєєва-Ценського.
1 жовтня 1982 року звільнився з посади декана факультету та вступив на навчання до Криворізького державного педагогічного інституту (нині — Криворізький державний педагогічний університет) за спеціальністю «загальнотехнічні дисципліни та праця». 22 серпня 1983 року призначений на посаду проректора з навчально-наукової роботи Глухівського державного педагогічного інституту імені С. М. Сергєєва-Ценського, відповідно до наказу Міністерства освіти УРСР від 19 серпня 1983 року.
Через два роки, 31 жовтня 1985 року Віктор Симоненко звільнений з посади проректора та залишений на посаді завідувача кафедри трудового навчання й креслення. 13 грудня 1986 року був обраний на посаду доцента кафедри трудового навчання та креслення. На початку нового навчального року 30 вересня 1987 року був звільнений з посади доцента кафедри трудового навчання та креслення у зв'язку з обранням по конкурсу в інший виш. 1988 року Віктор Симоненко з родиною переїхав до міста Брянська, де він працював на індустріально-педагогічному факультеті Брянського державного педагогічного інституту.
Довгі роки професор Віктор Симоненко очолював найбільший у Брянському державному університеті імені академіка І. Г. Петровського факультет технології, економіки та психології та кафедру технології та підприємництва. З 2002 року обіймав посади директора соціально-економічного інституту, декана фінансово-економічного факультету Брянського державного університету імені академіка І. Г. Петровського.
Як талановитого керівника та творчо працюючого вченого-педагога у 1994 році Віктора Симоненка обрали членом-кореспондентом Російської академії освіти.
Віктор Симоненко стояв біля витоків створення першої спеціалізованої вченої ради із захисту кандидатських дисертацій у Брянському державному університеті імені академіка І. Г. Петровського. З 1991 по 2005 рік він був головою спеціалізованої вченої ради з педагогічних наук. Особисто вчений підготував понад 128 кандидатів та 20 докторів педагогічних наук.
Науковим колективом під керівництвом Віктора Симоненка, починаючи з 1992 року, під грифом Міністерства освіти РФ випущено підручники за технологією для учнів загальноосвітніх установ (за редакцією В. Симоненка), а також видано значну кількість навчальних посібників та методичних рекомендацій, захищено дисертацію з проблем технологічної освіти.
У 1992 році Віктор Симоненко очолив науковий колектив із розроблення нової освітньої галузі «Технологія», що дозволило зберегти кадри вчителів та навчально-матеріальну базу трудового навчання шкіл. За результатами діяльності включення до базового навчального плану освітньої галузі «Технологія» автор вважав процесом закономірним.
У 1995—2015 роках під редакцією Віктора Симоненка вийшли книги з технології для 1-11 класів загальноосвітніх шкіл. Також уперше було видано підручник учнів X—XI класів «Основи технологічної культури», Основи підприємництва, Основи споживчої культури. Вчений займався дослідженням ефективності впровадження у процес технологічної освіти методу проєктів, що відображено у навчально-методичних посібниках для вчителів. У 1996 році під його керівництвом були підготовлені підручники захисту прав споживача для учнів 5-11 класів, які посіли на Всеросійському конкурсі перше місце.
Загалом Віктором Симоненком було опубліковано понад 600 робіт, у тому числі понад 40 підручників, монографій, навчально-методичних посібників. Його учителями є академіки П. Р. Атутов, С. Я. Батишев та В. О. Поляков.
Підсумком багаторічних досліджень вченого у галузі економіки став захист другої докторської дисертації та присудження Віктору Симоненку в 2002 році наукового ступеня доктора економічних наук. Цього ж року 65-річний професор очолив фінансово-економічний факультет, було відкрито аспірантуру за спеціальністю 08.00.05 — Економіка та управління народним господарством. 2004 року він очолив дисертаційну раду з економічних наук Брянського державного університету імені академіка І. Г. Петровського.
Помер 27 березня 2006 року на 70-му році життя. Похований на цвинтарі Радянського району в місті Брянську.

## Нагороди
- медаль «За трудову доблесть» (1970);
- орден Трудового Червоного Прапора (1972);
- медаль ордену «За заслуги перед Батьківщиною» ІІ ступеня (1997);
- медаль К. Д. Ушинського ;
- Почесний працівник вищої професійної освіти Російської Федерації (2000);
- медаль ордену «За заслуги перед Батьківщиною» І ступеня (2003).